# Djenyfer Arnold
Djenyfer Arnold (São Bento do Sul, 8 de março de 1993) é uma triatleta brasileira. Representou o Brasil nos Jogos Olímpicos de Verão de 2024, em Paris. É medalhista em Jogos Pan-Americanos.

## Biografia
Nasceu em São Bento do Sul, se mudando para Florianópolis com três anos. Começou no esporte na natação, tendo se especializado na maratona aquática. Foi campeã sul-americana juvenil nos 5km. Em 2011, participou de duas etapas da Copa do Mundo de Maratona Aquática da FINA.
Quase abandonou a prática esportiva, mas foi convencida pela sua orientadora na faculdade, Elinai Freitas, a entrar para o triatlo, em 2017. Treinava na Escolinha de Triathlon de São José, em Santa Catarina, e começou a treinar no Pinheiros pouco mais de um mês depois, a pedido de Marcelo Ortiz, treinador da seleção brasileira.
Durante o Mundial de 2022, em Hamburgo, sofreu uma fratura na clavícula. Em julho daquele ano passou por uma cirurgia, voltando a treinar em agosto. Desde então, passou a trabalhar contra o tempo em busca da vaga olímpica.
Competiu nos Jogos Pan-Americanos de 2023, em Santiago. Levou a medalha de ouro no revezamento misto junto com Miguel Hidalgo, Manoel Messias e Vittória Lopes.
Nos Jogos Olímpicos de Verão de 2024, em Paris, terminou na 20ª posição, com o tempo de 1h58min45.